# Čierny Brod
Čierny Brod (in ungherese Vízkelet) è un comune della Slovacchia facente parte del distretto di Galanta, nella regione di Trnava.